# Tomaž Čerin
Tomaž Čerin, slovenski rimskokatoliški duhovnik in deželni poslanec, * 21. december 1846, Cerkno, † 18. november 1901, Gorica.

## Življenje in delo
Rodil se je očetu trgovcu Antonu in materi Jeri (roj. Osebik). Bogoslovje je študiral v Gorici, kjer je bil 30. avgusta 1874 tudi posvečen v mašnika. Najprej je služboval kot kaplan v Ročinju (1874-1875), nato je bil vikar v Vedrijanu (1875-1877) in Avčah (1877-1884), bil stolni vikar v Gorici (1884-1885), nazadnje pa profesor pastoralne teologije na goriškem bogoslovju (1885-1901). Nadškof Alojzij Matija Zorn ga je leta 1887 imenoval za prosodinalnega izpraševalca. V latinščini je napisal Nauk o duševnem pastirstvu in ga v rokopisu dal natisniti. V letih 1888−1894 je bil v skupini goriških kmečkih občin poslanec v Goriško-Gradiščanskem deželnem zboru. Bil je tudi med ustanovitelji Alojzijevišča v Gorici. Ob smrti pa je vse svoje imetje zapustil goriškemu malemu semenišču.